# Lipsheim
Lipsheim (Lipse en alsacien) est une commune française située dans le département du Bas-Rhin, dans la région historique et culturelle d'Alsace.
Cette commune se trouve désormais dans la région Grand Est.
Ses habitants sont appelés les Lipsheimois et en dialecte alsacien, les habitants de « Lipse » sont les « Lipsemer ».

## Géographie
La commune de Lipsheim est située à l'extrémité sud de l'agglomération de Strasbourg, en plaine d'Alsace. Elle est délimitée au sud par la rivière Andlau, à l'ouest par une zone boisée et humide, le Bruch de l'Andlau, baignée également par un cours d'eau qui correspond à une résurgence de la nappe phréatique, l'Ergelsenbach, et à l'est par la route départementale 1083, qui marque la limite de la zone urbanisée avec la commune de Fegersheim.
| Geispolsheim |          | Fegersheim   |
|              | Lipsheim |              |
| Hindisheim   |          | Ichtratzheim |

### Axes de communication

#### Transports en commun
Cette commune est desservie par les bus de la Compagnie des transports strasbourgeois (CTS) avec les lignes 62 et 63. Elles permettent de rejoindre respectivement les lignes A (à la station Graffenstaden) et E (à la station Campus d'Illkirch) à Illkirch-Graffenstaden afin d'aller à Strasbourg.

#### Voie ferrée
La gare nommée Fegersheim-Lipsheim, sur la ligne de Strasbourg à Colmar est gérée en partie par la région Alsace et la SNCF.

### Hydrographie

#### Réseau hydrographique
La commune est dans le bassin versant du Rhin au sein du bassin Rhin-Meuse. Elle est drainée par l'Andlau et le ruisseau le Vieil Ergelsenbach,.
L'Andlau, d'une longueur de 42 km, prend sa source dans la commune de Le Hohwald et se jette  dans l'Ill à Illkirch-Graffenstaden, après avoir traversé 21 communes. 
Le Vieil Ergelsenbach, d'une longueur de 13 km, prend sa source dans la commune de Meistratzheim et se jette  dans l'Ehn à Geispolsheim, après avoir traversé huit communes. 

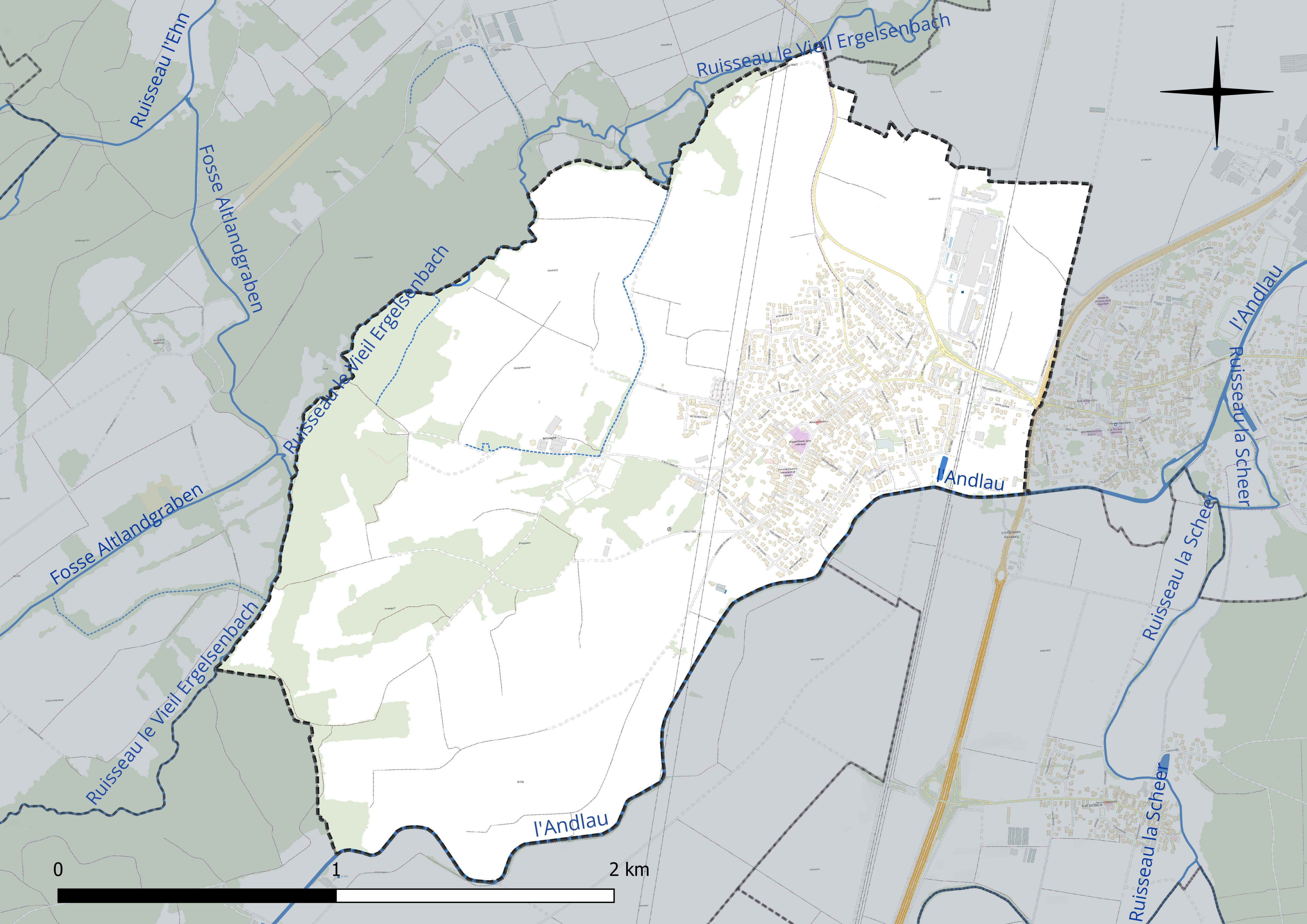
Réseau hydrographique de Lipsheim.

#### Gestion et qualité des eaux
Le territoire communal est couvert par le schéma d'aménagement et de gestion des eaux (SAGE) « Ill Nappe Rhin ». Ce document de planification concerne la nappe phréatique rhénane, les cours d'eau de la plaine d'Alsace et du piémont oriental du Sundgau, les canaux situés entre l'Ill et le Rhin et les zones humides de la plaine d'Alsace. Le périmètre s’étend sur 3 596 km2. Il a été approuvé le 17 janvier 2005. La structure porteuse de l'élaboration et de la mise en œuvre est la région Grand Est. 
La qualité des cours d’eau peut être consultée sur un site dédié géré par les agences de l’eau et l’Agence française pour la biodiversité. 

### Climat
Pour des articles plus généraux, voir Climat du Grand Est et Climat du Bas-Rhin.
En 2010, le climat de la commune est de type climat des marges montargnardes, selon une étude du Centre national de la recherche scientifique s'appuyant sur une série de données couvrant la période 1971-2000. En 2020, Météo-France publie une typologie des climats de la France métropolitaine dans laquelle la commune est exposée à un climat semi-continental et est dans la région climatique  Alsace, caractérisée par une pluviométrie faible, particulièrement en automne et en hiver, un été chaud et bien ensoleillé, une humidité de l’air basse au printemps et en été, des vents faibles et des brouillards fréquents en automne (25 à 30 jours). 
Pour la période 1971-2000, la température annuelle moyenne est de 10,6 °C, avec une amplitude thermique annuelle de 17,9 °C. Le cumul annuel moyen de précipitations est de 642 mm, avec 8,2 jours de précipitations en janvier et 10 jours en juillet. Pour la période 1991-2020, la température moyenne annuelle observée sur la station météorologique de Météo-France la plus proche, « Strasbourg-Entzheim », sur la commune d'Entzheim à 5 km à vol d'oiseau, est de 11,4 °C et le cumul annuel moyen de précipitations est de 635,7 mm. 
La température maximale relevée sur cette station est de 38,9 °C, atteinte le 25 juillet 2019 ; la température minimale est de −23,6 °C, atteinte le 23 janvier 1942,,. 
Les paramètres climatiques de la commune ont été estimés pour le milieu du siècle (2041-2070) selon différents scénarios d'émission de gaz à effet de serre à partir des nouvelles projections climatiques de référence DRIAS-2020. Ils sont consultables sur un site dédié publié par Météo-France en novembre 2022.

## Urbanisme

### Typologie
Au 1er janvier 2024, Lipsheim est catégorisée centre urbain intermédiaire, selon la nouvelle grille communale de densité à sept niveaux définie par l'Insee en 2022.
Elle appartient à l'unité urbaine de Strasbourg (partie française), une agglomération internationale regroupant 23  communes, dont elle est une commune de la banlieue,,. Par ailleurs la commune fait partie de l'aire d'attraction de Strasbourg (partie française), dont elle est une commune de la couronne,. Cette aire, qui regroupe 268 communes, est catégorisée dans les aires de 700 000 habitants ou plus (hors Paris),.

### Occupation des sols
L'occupation des sols de la commune, telle qu'elle ressort de la base de données européenne d’occupation biophysique des sols Corine Land Cover (CLC), est marquée par l'importance des territoires agricoles (68 % en 2018), en diminution par rapport à 1990 (69,1 %). La répartition détaillée en 2018 est la suivante : terres arables (58 %), zones urbanisées (19,4 %), forêts (12,6 %), prairies (10 %). L'évolution de l’occupation des sols de la commune et de ses infrastructures peut être observée sur les différentes représentations cartographiques du territoire : la carte de Cassini (XVIIIe siècle), la carte d'état-major (1820-1866) et les cartes ou photos aériennes de l'IGN pour la période actuelle (1950 à aujourd'hui).

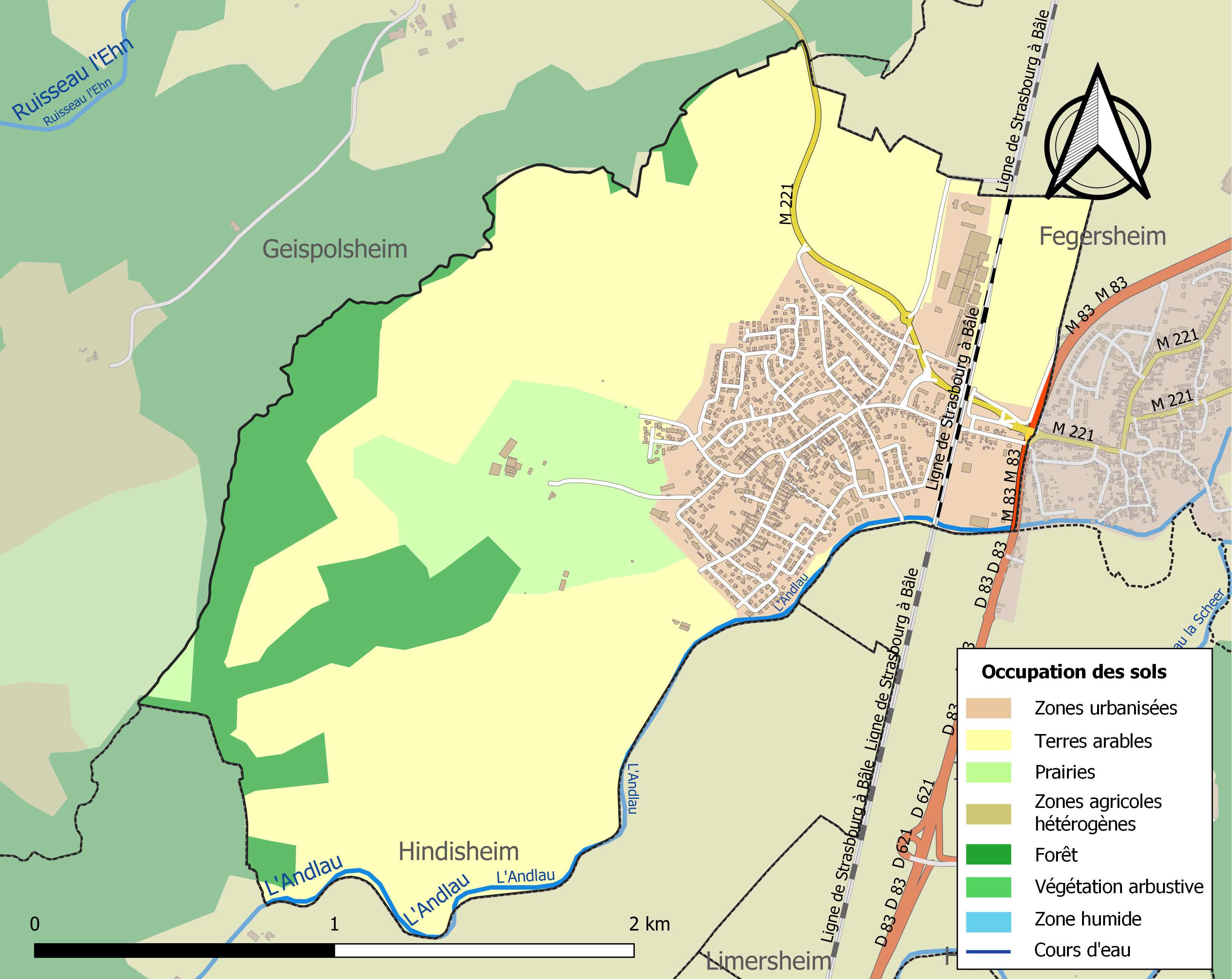
Carte des infrastructures et de l'occupation des sols de la commune en 2018 (CLC).

## Toponymie
Le nom de la localité est attesté sous les formes Liutpoteshaim en 823, Liutpolesheim en 855, Lupoteshen en 1003.

## Politique et administration

### Liste des maires
| Période                                  | Période                   | Identité                                   | Étiquette | Qualité                                               |
| ---------------------------------------- | ------------------------- | ------------------------------------------ | --------- | ----------------------------------------------------- |
| Les données manquantes sont à compléter. |                           |                                            |           |                                                       |
| mai 1969                                 | mars 1983                 | Marcel Siegel                              | SE        |                                                       |
| Les données manquantes sont à compléter. |                           |                                            |           |                                                       |
| mars 1989                                | mars 2001                 | Jean-Paul Muller                           | DVG       | Vice-président de la communauté urbaine de Strasbourg |
| mars 2001                                | mars 2008                 | Philippe Chartier                          | DVD       |                                                       |
| mars 2008                                | En cours (au 31 mai 2020) | René Schaal Réélu pour le mandat 2020-2026 | DVD       | Cadre retraité                                        |

## Équipements et services publics

### Enseignement

#### Enseignement primaire
Le village de Lipsheim possède une école primaire avec une école maternelle composée de 4 classes et une école élémentaire qui elle est composée de 7 classes.

## Population et société

### Démographie
L'évolution du nombre d'habitants est connue à travers les recensements de la population effectués dans la commune depuis 1793. Pour les communes de moins de 10 000 habitants, une enquête de recensement portant sur toute la population est réalisée tous les cinq ans, les populations de référence des années intermédiaires étant quant à elles estimées par interpolation ou extrapolation. Pour la commune, le premier recensement exhaustif entrant dans le cadre du nouveau dispositif a été réalisé en 2004.

En 2022, la commune comptait 2 692 habitants, en évolution de +4,83 % par rapport à 2016 (Bas-Rhin : +3,17 %, France hors Mayotte : +2,11 %).
| 1793 | 1800 | 1806 | 1821 | 1831 | 1836 | 1841 | 1846 | 1851 |
| ---- | ---- | ---- | ---- | ---- | ---- | ---- | ---- | ---- |
| 443  | 406  | 473  | 593  | 619  | 639  | 582  | 590  | 642  |

| 1856 | 1861 | 1866 | 1871 | 1875 | 1880 | 1885 | 1890 | 1895 |
| ---- | ---- | ---- | ---- | ---- | ---- | ---- | ---- | ---- |
| 633  | 633  | 667  | 635  | 623  | 607  | 609  | 576  | 580  |

| 1900 | 1905 | 1910 | 1921 | 1926 | 1931 | 1936 | 1946 | 1954 |
| ---- | ---- | ---- | ---- | ---- | ---- | ---- | ---- | ---- |
| 623  | 635  | 676  | 614  | 646  | 729  | 735  | 735  | 782  |

| 1962 | 1968  | 1975  | 1982  | 1990  | 1999  | 2004  | 2006  | 2009  |
| ---- | ----- | ----- | ----- | ----- | ----- | ----- | ----- | ----- |
| 862  | 1 012 | 1 440 | 1 548 | 1 772 | 2 268 | 2 527 | 2 479 | 2 515 |

| 2014  | 2019  | 2022  | - | - | - | - | - | - |
| ----- | ----- | ----- | - | - | - | - | - | - |
| 2 496 | 2 664 | 2 692 | - | - | - | - | - | - |

### Vie associative
Lipsheim est un village qui comporte plusieurs associations d'intérêts divers (culturel, sportif, loisirs, caritatif, cultuel...).

## Économie
L'économie de Lipsheim se compose des commerces et des industries suivantes :  
- Une usine de la marque Gaggenau
- Une boulangerie
- Un salon de coiffure
- Une armurerie
- Un transporteur
- Trois restaurants
- Un hôtel
- Une chambre d'hôtes

## Culture et patrimoine

### Lieux et monuments
- Église Saint-Pancrace de Lipsheim : panneaux de peintures des autels latéraux (1824) de Marie-Louis-Joseph Sorg.

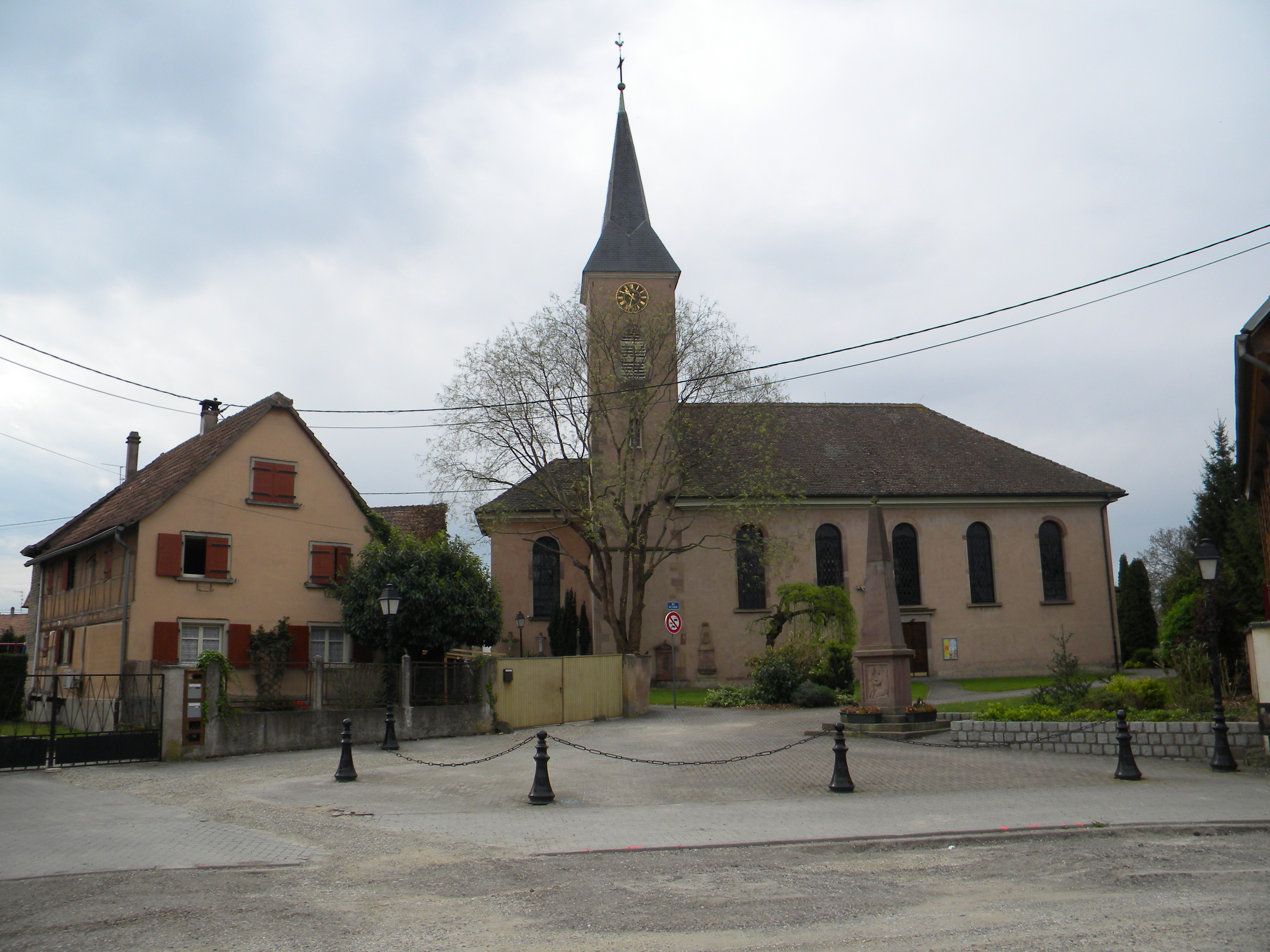
Église Saint-Pancrace de Lipsheim.
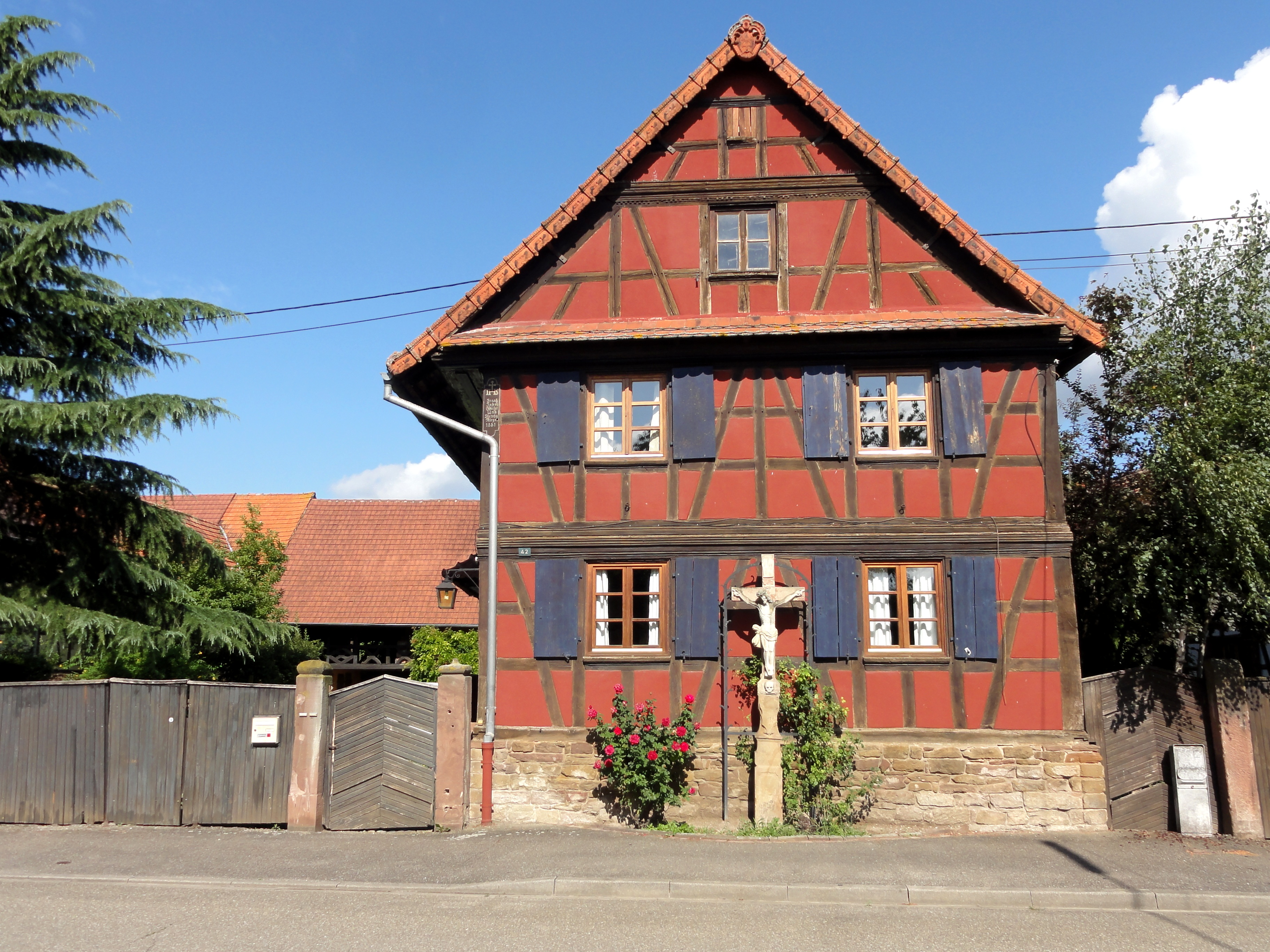
Ferme (XIXe), 42 rue du Général-de-Gaulle.
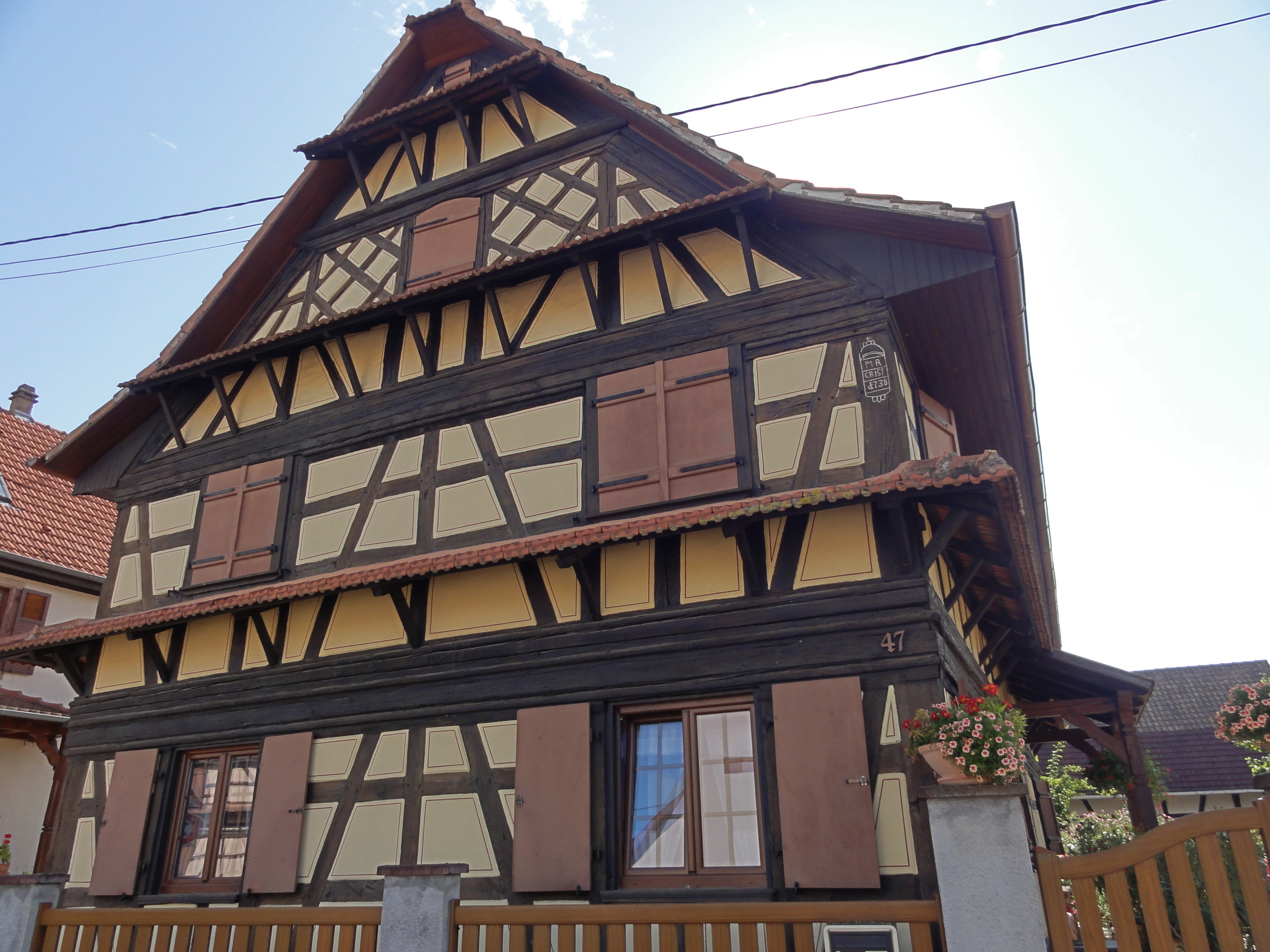
Ferme (XVIIIe), 47 rue du Général-de-Gaulle.

### Héraldique
| Blason de Lipsheim | Blason  | D'azur à saint Pancrace martyr, vêtu en diacre, auréolé, les bras écartés, tenant de sa dextre une épée haute en pal et de sa senestre un cœur traversé d'une autre épée en bande, le tout d'or, à l'écusson de gueules chargé d'un monde cerclé, cintré et croiseté aussi d'or, brochant en pointe sur le tout. |
| Blason de Lipsheim | Détails | |